# Canto a las Américas
Canto a las Américas (deutsch: Ich singe zu den Amerikas) ist ein mexikanischer Film aus dem Jahr 1943. Regisseur dieses Musicalfilms war Ramón Pereda. Das Drehbuch verfassten Francisco Benítez, José Díaz Morales und Ramón Pérez Peláez.
Erzählt wird die Geschichte Juliáns, der dem Schauspieler Pedro 100.000 Pesos leiht, weil er in dessen Tochter Rosaura verliebt ist. Diese bevorzugt jedoch den Bauchredner Paco. Julián, der angibt, reich zu sein, kann sich die Großzügigkeit eigentlich nicht leisten. In Wahrheit ist er der Kassierer einer Bank, der das Geld gestohlen hat. In Folge dieser Situation beschließt Julián, Selbstmord zu begehen. Rosaura erfährt von dieser Notlage und stellt zusammen mit Paco die Musicalshow Canto a las Américas zusammen, um Julián zu retten. Die Show ist ein finanzieller Erfolg und erreicht damit ihr Ziel. Im Verlauf der Rettungsaktion verliebt sich Rosaura in Julián, womit am Ende des Films auch seine ursprüngliche Liebe erwidert wird.
Der Film Canto a las Américas wurde von der Produktionsgesellschaft Ferrándiz zusammen mit Pereda produziert. Er hatte am 18. Februar 1943 seine Premiere in Mexiko. Canto a las Américas verfügte bei der Erstveröffentlichung wahrscheinlich über einige Farbsequenzen, auch wenn der Großteil des Films in Schwarzweiß gedreht wurde.